# Linpac
 (juin 2015).
Si vous disposez d'ouvrages ou d'articles de référence ou si vous connaissez des sites web de qualité traitant du thème abordé ici, merci de compléter l'article en donnant les références utiles à sa vérifiabilité et en les liant à la section « Notes et références ».
Linpac est un groupe d'entreprises anglaises spécialisées dans l'emballage. Linpac est maintenant détenue par un consortium de banques au premier rang desquelles la Deutsche Bank. C’est une entreprise internationale, au chiffre d'affaires d’environ 1,6 milliard d’Euros. Avec son siège social à Birmingham, le groupe a 7500 employés dans 30 pays, principalement dans la transformation du plastique pour l'emballage et la chaîne d'approvisionnement et les services aux entreprises.
La Fondation Evan Cornish soutient, entre autres, l'Hospice du district de Louth.

## Histoire
Le Groupe Linpac a été fondé en 1959 dans le Lincolnshire, en Angleterre. Son nom vient de Lincolnshire Packaging ou Emballages du Lincolnshire ; l'entreprise se destinait à la fabrication d'emballages en papier pour les producteurs locaux de produits frais. Le principal fondateur du groupe Linpac était Evan Cornish, mort en 2002.
En 2004, l'activité papier & carton ondulé, à l'origine de l'entreprise, a été cédée à DS Smith pour 170 millions de livres.

## Structure organisationnelle
Le Groupe Linpac comprend quatre divisions principales : 
- Linpac Packaging (anciennement LINPAC Plastics), formé en 1969 alors que l'emballage plastique est balbutiant. C'est historiquement la principale division avec 3500 employés. Les deux activités sont complémentaires, la barquette et le film.
- Linpac Allibert (créé en 2007 par la fusion de Allibert avec LINPAC Materials Handling qui venait d’absorber l’allemand Buckhorn).
- Ropak Packaging, activité implantée aux États-Unis (acquise en 1995).
- Viscount Plastics, activité implantée en Asie et en Océanie (acquise en 2001).

## Produits
Linpac fabrique des emballages alimentaires, emballages de transport réutilisables (RTP), contenants en plastique rigide, des cartouches, des réservoirs de stockage en vrac, conteneurs de vrac, rayonnages et étagères, contenants médicaux, des bacs de rétentions contre les fuites ou déversements, des caillebotis et des racks de stockage, du mobilier urbain, des bornes, du mobilier d'extérieur et des réservoirs de stockage agricole. Il fournit également des services liés à ces produits, parmi lesquels la conception et la fabrication, la gestion de parcs de matériel, le marquage RFID ou par code à barres et le recyclage du plastique . 